# جيمس كونولي
جيمس كونولي (بالإنجليزية: James Connolly، وبالأيرلندية: Séamas Ó Conghaile) ـ (5 يونيو 1868 ـ 12 مايو 1916) هو زعيم جمهوري واشتراكي أيرلندي، كان من دعاة النقابية.

## حياته
وُلد كونولي بمنطقة كاوغيت في إدنبرة باسكتلندا لأبوين أيرلنديين. وترك المدرسة للالتحاق بالعمل المهني عندما كان يبلغ من العمر 11 عامًا. وكان له دورًا بارزًا في السياسة الاسكتلندية والأمريكية. كان كونولي عضوًا بالاتحاد العالمي لعمال الصناعة ومؤسسًا للحزب الجمهوري الاشتراكي الأيرلندي. كان لكونولي دورًا محوريًا، بالاشتراك مع جيمس لاركين، في إضراب دبلن عام 1913، والذي أدى إلى اشتراكهما في تأسيس جيش المواطنين الأيرلنديين (ICA) بنفس العام. عارض كونولي الحكم البريطاني بأيرلندا، وكان أحد القادة المشاركين بثورة عيد الفصح المسلحة عام 1916. أُعدم جيمس كونولي رميًا بالرصاص إثر مشاركته بهذه الثورة.

## نشاطه الاشتراكي
تولى كونولي منصب أمين الاتحاد الاشتراكي الإسكتلندي عقب أخيه جون كونولي. ألقى أخوه جون كونولي خطبةً أمام حشد لحركة «ثمان ساعات في اليوم» العمالية، وذلك في الفترة التي كان يتولى فيها جون منصب أمين الاتحاد الاشتراكي، وفُصل على إثرها من وظيفته بالحكومة المحلية بإدنبره، وبدأ بعدها يبحث عن وظيفة أخرى، وتولى أخوه جيمس كونولي منصبه وقتها. شارك كونولي في هذا الوقت بحزب العمال المستقل الذي تأسس عام 1893 بواسطة كير هاردي. وبدأ كونولي في دراسة واستخدام إحدى اللغات العالمية العامة المعروفة بلغة «إسبرانتو» خلال هذه الفترة.
اشترك كونولي بالاتحاد الاشتراكي الإسكتلندي في عام 1892، وتولى منصب أمين الاتحاد عام 1895. علم كونولي، بعد ولادة ابنته الثالثة بشهرين، بحاجة النادي الاشتراكي في دبلن لأمين بدوام كامل، وكانت هذه الوظيفة براتب جنيه في الأسبوع. قبل كونولي هذا المنصب، وانتقل هو وأسرته للعيش في دبلن. تطور النادي بسرعة، بفضل جهود كونولي، ليصبح الحزب الجمهوري الاشتراكي الأيرلندي (ISRP). واعتُبر هذا الحزب بواسطة العديد من المؤرخين الأيرلنديين أحد الأحزاب التي كان لها دورًا محوريًا في تاريخ الاشتراكية والجمهوريانية الأيرلندية. كان كونولي محررًا مؤسسًا لصحيفة «الاشتراكي» أثناء نشاطه الاشتراكي ببريطانيا العظمى وكان ضمن مؤسسين حزب العمال الاشتراكي الذي انشق عن الاتحاد الديموقراطي الاشتراكي في عام 1903. انضم كونولي إلى مود غون وأرثر غريفيث في احتجاجات دبلن المناهضة لحرب البوير الثانية. هاجر كونولي للولايات المتحدة في سبتمبر عام 1903، وذلك بسبب استيائه من وضع تقدم حزبه وللضرورة الاقتصادية، ولم يكن لديه وقتها أي خطط عما سيقوم به هناك.
أصبح كونولي، أثناء وجوده بالولايات المتحدة، عضوًا بحزب العمال الاشتراكي الأمريكي عام 1906، وبالحزب الاشتراكي الأمريكي عام 1909، وبالاتحاد العالمي لعمال الصناعة، كما أسس الاتحاد الاشتراكي الأيرلندي في نيويورك عام 1907. يوجد فصل شهير بكتابه العمال في التاريخ الأيرلندي، والذي نُشر عام 1910، بعنوان: «فصل الأهوال: دانيال أوكونل والطبقة العاملة»، وينتقد كونولي في هذا الفصل أوكونل الذي نجح في تحقيق قرار تحرير الكاثوليك منذ 60 عامًا آنذاك.
عاد كونولي إلى أيرلندا عام 1910 وكان المساعد الأول لجيمس لاركين في الاتحاد الأيرلندي للنقل والعمال. ترشح كونولي مرتين بالحكومة المحلية لمدينة دبلن عن حي «وود كي» ولكنه لم ينجح. يظهر الاسم الأول لكونولي مع اسم عائلته بتعداد سكان أيرلندا لعام 1911 مع بيان وظيفته بأنها: «المنظم الوطني للحزب الاشتراكي». أسس كونولي بالاشتراك مع الضابط البريطاني السابق جاك وايت جيش المواطنين الأيرلنديين(ICA)، وكان ذلك استجابةً لإضراب دبلن عام 1913. كان قوام هذا الجيش متمثلًا في مجموعة من العمال المُدرَّبين والمسلحين بغرض الدفاع عن العمال والمضربين من وحشية شرطة مدينة دبلن المتكررة. أصبح هذا الجيش مؤسسةً مستقلة وأمةً اشتراكية أيرلندية، على الرغم من أن قوامه لم يتعد 250 عضوًا على أقصى تقدير. أسس كونولي أيضًا الحزب الاشتراكي الأيرلندي باعتباره جناح سياسي لمؤتمر اتحاد التجارة الأيرلندية في عام 1912، وكان كونولي عضوًا باللجنة التنفيذية الوطنية لهذا الحزب. قابل كونولي في هذه الفترة وينيفريد كارني بمدينة بلفاست، والتي أصبحت سكرتيره الخاص ورافقته لاحقًا خلال ثورة عيد الفصح. عارض كونولي الحرب العالمية الأولى بشكل صريح من ناحية اشتراكية مثل فلاديمير لينين. رفض كونولي منصب جون ردموند، وصرح: «لا أعرف أي عدو خارجي لهذه الدولة غير الحكومة البريطانية».

## ثورة عيد الفصح المسلحة
ابتعد كونولي عن قيادة «قوات المتطوعين الأيرلنديين»، إذ اعتبرهم مجموعة بورجوازية غير مهتمة بالاستقلال الاقتصادي لأيرلندا. رأى كونولي في عام 1916 أن هذه المجموعة تتظاهر بالمعارضة فقط ولا تنوي اتخاذ أي موقف فعلي ضد بريطانيا، ولذلك حاول أن يحثهم على اتخاذ أي موقف عدائي ضد الحكومة عن طريق التهديد بإرسال قوات من جيش المواطنين الأيرلنديين لمواجهة الامبراطورية البريطانية بشكل فردي إذا استدعى الأمر. نبه هذا التهديد الجماعة السرية المعروفة بأخوية الجمهوريين الأيرلنديين (IRB) الذين كانوا منتشرين بداخل قوات المتطوعين، والذين كانوا يخططون لإقامة تمرد في تلك السنة تحديدًا. ولإقناع كونولي بعدم الإقدام على مثل هذا القرار المتهور، قرر قادة هذه الجماعة السرية، بمن فيهم توم كلارك وباتريك بيرز، مقابلته ليروا إمكانية الوصول إلى أي اتفاق معه. واتفق جيش المواطنين الأيرلنديين وأخوية الجمهوريين الأيرلنديين على المشاركة معًا في ثورة عيد الفصح خلال هذه المقابلة.
كان كونولي قائدًا لفرقة دبلن في بداية ثورة عيد الفصح المسلحة يوم 24 أبريل عام 1916. واعتُبر كونولي القائد العام للثورة، إذ لعبت فرقته، فرقة دبلن، دورًا محوريًا خلال هذه الثورة. وكانت قيادة كونولي لهذه الثورة قيادةً قديرة للغاية، إذ قال مايكل كولينز عن قيادة كونولي: «كنت مستعدًا أن أتبعه، ولو إلى الجحيم».
بعد الاستسلام، قال كونولي ليطمئن بقية السجناء: «لا تقلقوا، سيرموننا نحن من وقّعنا على إعلان الاستسلام فقط بالرصاص. وسيفرجون عن البقية».

## الموت
لم يُحتجز كونولي في السجن، ولكنه كان محتجزًا داخل غرفة عُرفت فيما بعد بـ«غرفة كونولي» بقلعة دبلن، التي حُولت في ذلك الوقت إلى محطة إسعافات أولية للمصابين في الحرب العالمية الأولى.
حُكم على كونولي بالإعدام رميًا بالرصاص لاشتراكه بثورة عيد الفصح المسلحة. ونُقل في 12 مايو عام 1916 إلى مستشفى «كيلمينهام» الملكي بواسطة سيارة إسعاف عسكرية، ثم نُقل منها إلى السجن الذي أُعدم فيه. قال كونولي عندما كان بمستشفى قلعة دبلن عند زيارة زوجته وابنته: «لن يفهم الاشتراكيون سبب وجودي هنا؛ لأنهم لن يتذكروا أنني رجل أيرلندي».
دُفنت جثة كونولي بجانب بقية جثث قادة الثورة بمقبرة جماعية دون تابوت. أغضبت هذه الإعدامات لقادة ثورة عيد الفصح أغلبية السكان الأيرلنديين، على الرغم من أن أغلبيتهم لم يكونوا داعمين لهذه الثورة. أحدث إعدام جيمس كونولي جدلًا واسعًا. وأشار المؤرخون أنه بجانب أفعالهم، فطريقة إعدام كونولي وبقية المتمردين نبهت الناس وجلبت دعمهم للأهداف والرغبات التي مات كونولي ورفاقه من أجلها.

## روابط خارجية
- جيمس كونولي على موقع الموسوعة البريطانية (الإنجليزية)